# Тищенко, Олег Иванович
Олег Иванович Тищенко — советский хозяйственный, государственный и политический деятель.

## Биография

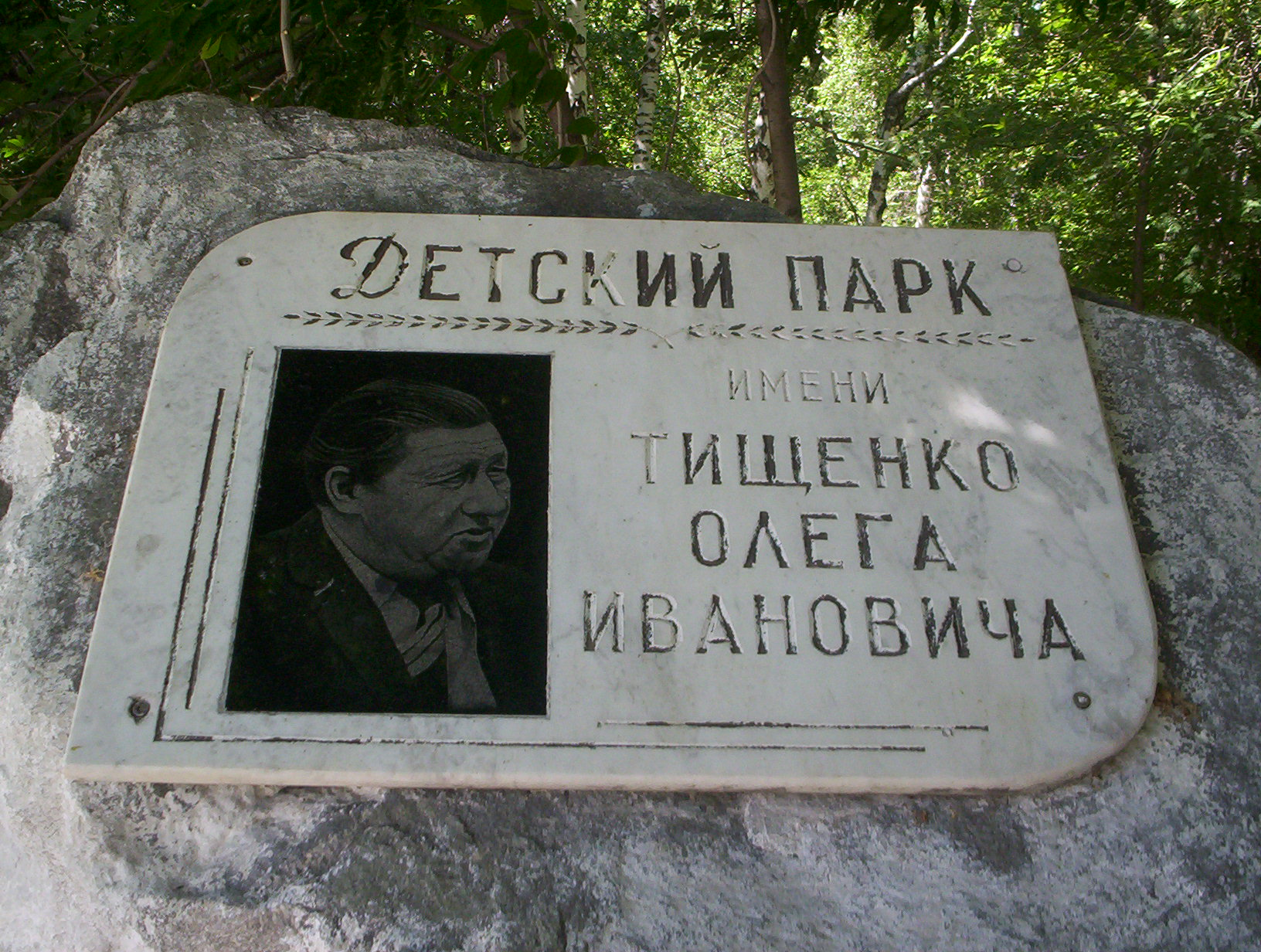
Табличка на памятном камне в детском парке в Челябинске

Родился в 1926 году в деревне Ново-Ивановка Генического района Херсонской области. Член КПСС.
В годы ВОВ воевал вначале в составе партизанских отрядов, затем закончив 1-е Орджоникидзевское пехотное училище воевал в составе действующей армии до ранения в 1945 году.
С 1942 года — на хозяйственной, общественной и политической работе. В 1942—1991 гг. — участник Великой Отечественной войны, вальцовщик, технолог, старший инженер-технолог, заведующий производственно-распределительным бюро, начальник прокатного цеха, заместитель главного инженера Челябинского металлургического завода, главный инженер, директор Златоустовского металлургического завода, начальник цеха завода «Днепроспецсталь», заместитель главного инженера Челябинского металлургического комбината, директор Карагандинского металлургического комбината, президент корпорации «КРАМДС».
Избирался депутатом Верховного Совета Казахской ССР 9-го и 10-го созывов.
Умер 21 декабря 1991 года.
Учитывая его вклад в развитие не только комбината, но и города, в первую очередь Металлургического района Челябинска, его именем назван Детский парк культуры и отдыха, расположенный в этом районе.